# Westsachsenstadion
Das Westsachsenstadion ist ein Sportstadion in Zwickau. Die Fußballmannschaften von BSG Motor Zwickau, BSG Sachsenring Zwickau und FSV Zwickau absolvierten hier bis 2010 nahezu alle ihre Heimspiele.

## Geschichte
Das Stadion befindet sich im südlichen Zwickauer Stadtteil Schedewitz. 1937 begann der Bau des Sportstadions auf dem Haldengelände des ehemaligen Vereinsglückschachtes (Zwickauer Steinkohlenbau-Verein). Die schnell wachsende Bezirksstadt sollte eine adäquate Sportstätte erhalten. Dafür griff das nationalsozialistische Regime auf Zwangsarbeit zurück. 1940 wurde der große, natursteinverkleidete Turm fertiggestellt. Die Einweihung des Stadions erfolgte im Zweiten Weltkrieg, während dem der Bau fortgeführt wurde, am 20. August 1942 unter der Bezeichnung Südkampfbahn. Die letzten Arbeiten wurden 1948 abgeschlossen.

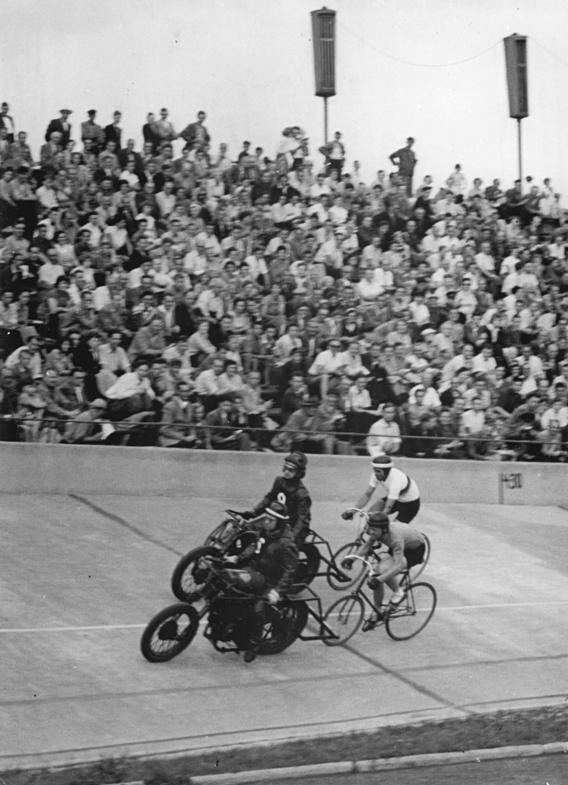
Steherrennen, 1957

1949 erhielt das Stadion den Namen des bulgarischen Kommunisten Georgi-Dimitroff. Nach der Wende wurde es durch einen Stadtratsbeschluss nach der Region in Westsachsenstadion umbenannt.
Das Stadion mit einer Beton-Radrennbahn und Leichtathletik-Aschenbahn erhielt als Besonderheit einen Zugangstunnel zum Innenraum. Anfänglich fasste es weit über 25.000 Zuschauer. So kamen z. B. zu den Begegnungen gegen Madueiras Rio de Janeiro im Sommer 1954 oder gegen Green Cross Santiago de Chile im Frühjahr 1956 über 50.000 Zuschauer ins Georgi-Dimitroff-Stadion.
Ähnliche hohe Zuschauerzahlen datieren aus den Begegnungen im Europapokal der Pokalsieger 1975/76. Damals spielte die BSG Sachsenring Zwickau, der Vorgängerverein des heutigen FSV Zwickau, im Europapokal der Pokalsieger vor etwas mehr als 40.000 Zuschauern. Die Zwickauer Fußballmannschaft spielte von 1949 bis 1982 ohne Unterbrechung in der Oberliga, der höchsten DDR-Spielklasse. Im Jahr 1984 wurde hier ein DDR-A-Länderspiel der DDR gegen Griechenland (1:0, 2.500 Zuschauer) ausgetragen.

## Stadionumbau
Im Frühjahr 2010 wurde mit den Umbaumaßnahmen begonnen, die ein Stadion für maximal 15.000 Zuschauer zum Ziel hatten. In drei Bauabschnitten sollte das Projekt bis 2014 abgeschlossen werden. Es war geplant, die Architektur des bereits sanierten, denkmalgeschützten Stadionturms in eine Fußballarena ohne Rennbahn zu integrieren. Zunächst wurde für die Gästefans ein separater Eingangsbereich geschaffen. Dadurch sollten sie von den Zwickauer Fans getrennt werden. Außerdem war geplant, die neuen Zuschauertribünen nach DFB-Standard bis nahe an das Spielfeld heranzuführen. Für den Stadionumbau wurde eine Summe von ca. 15 Millionen Euro veranschlagt.
Anfang September 2011 stoppte der Zwickauer Stadtrat den Stadionumbau. Während der Umbauphase stellte sich durch ein nachträglich eingeholtes Gutachten heraus, dass aufwändige und tiefergehende Baugrundmaßnahmen erforderlich wären, was nahezu eine Verdopplung der Baukosten zur Folge haben würde. Nach Ansicht der Zwickauer Oberbürgermeisterin Findeiß könne man anstatt eines Umbaus mit Kosten in Höhe von 20 bis 30 Millionen Euro auch ein neues Stadion bauen. Der FSV Zwickau zog vorübergehend in das Sportforum „Sojus 31“ im Stadtteil Eckersbach um. Infolgedessen wurde das alte Westsachsenstadion bei deutlich geringeren Kosten in einen für den Breitensport oder Großveranstaltungen brauchbaren Zustand hergerichtet.
Der Umbau war im August 2013 abgeschlossen, am 6. September 2013 wurde das umgebaute Stadion mit rund 5.000 Stehplätzen eingeweiht. Für rund 5,5 Millionen Euro wurde das Stadion in ein Schul- und Breitensportzentrum umgebaut. Anstelle des alten Spielfeldes wurde ein 64 × 94 Meter großer Kunstrasenplatz verlegt. An den Hintertorseiten befinden sich jetzt Mini-Kunststoff-Spielfelder. Eingefasst werden die Felder von einer 400-Meter-Asphaltbahn mit überhöhten Kurven. Neben Fußball können unter anderem Volleyball und Basketball, Badminton, Radsport oder Inlineskaten betrieben werden.

## Kunststoffrennrodelbahn
In den 1970er Jahren wurde auf der Stadionhalde eine Kunststoff-Rennrodelbahn für die Sektion Rennrodeln des ESV Lokomotive Zwickau errichtet. Hier trainieren Nachwuchsrennrodler in den Sommermonaten auf Rennschlitten mit Rädern.

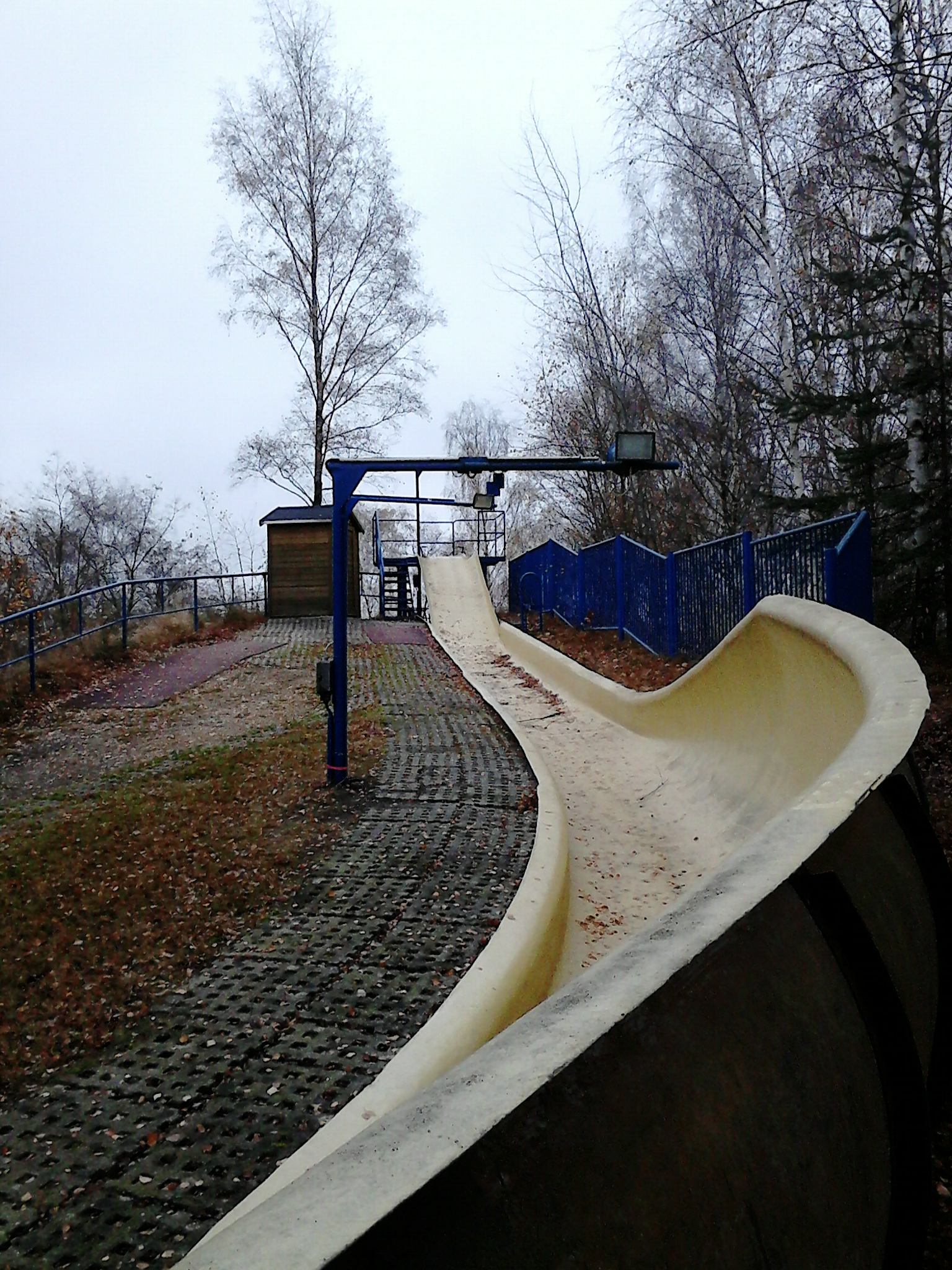
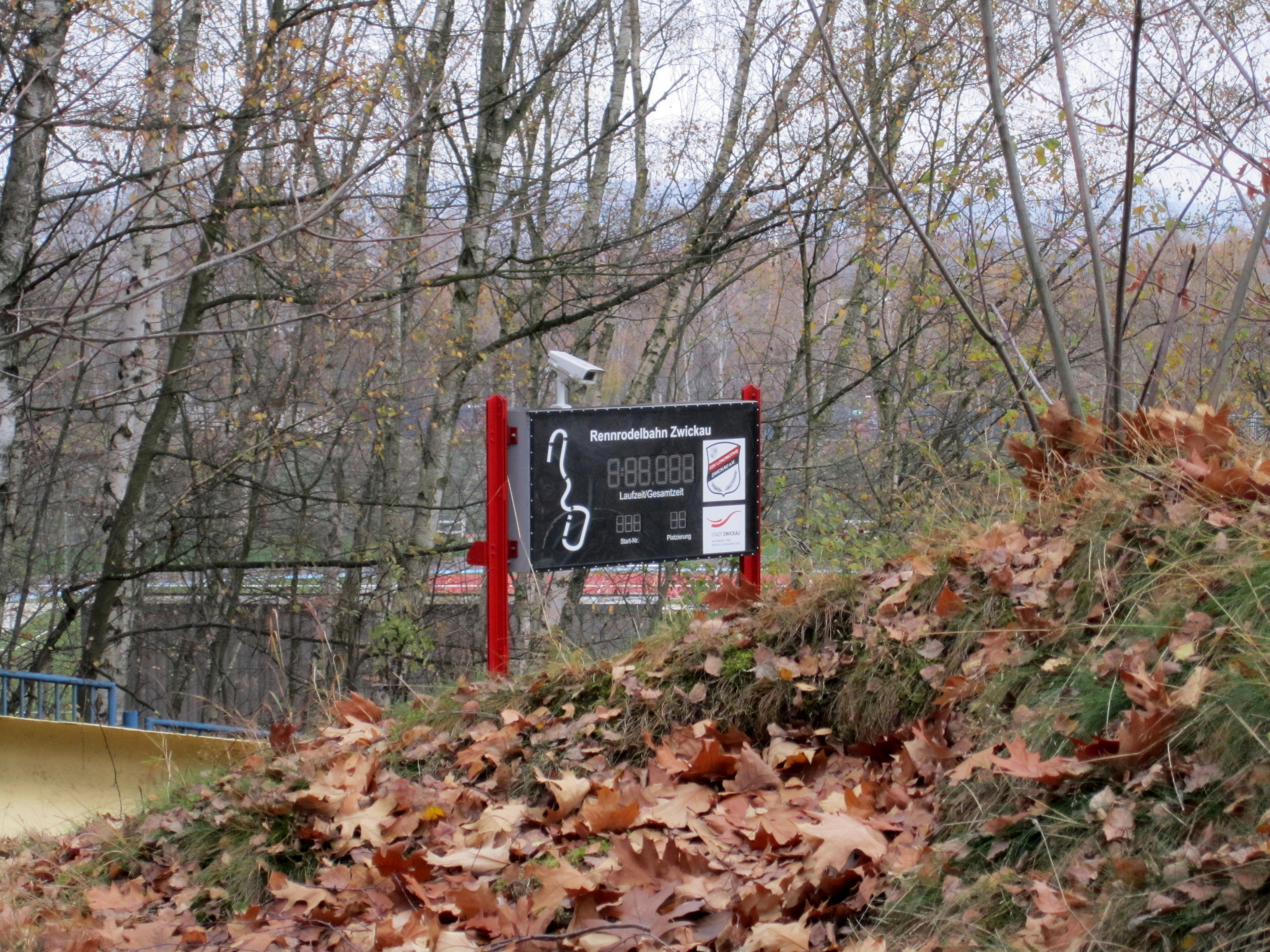
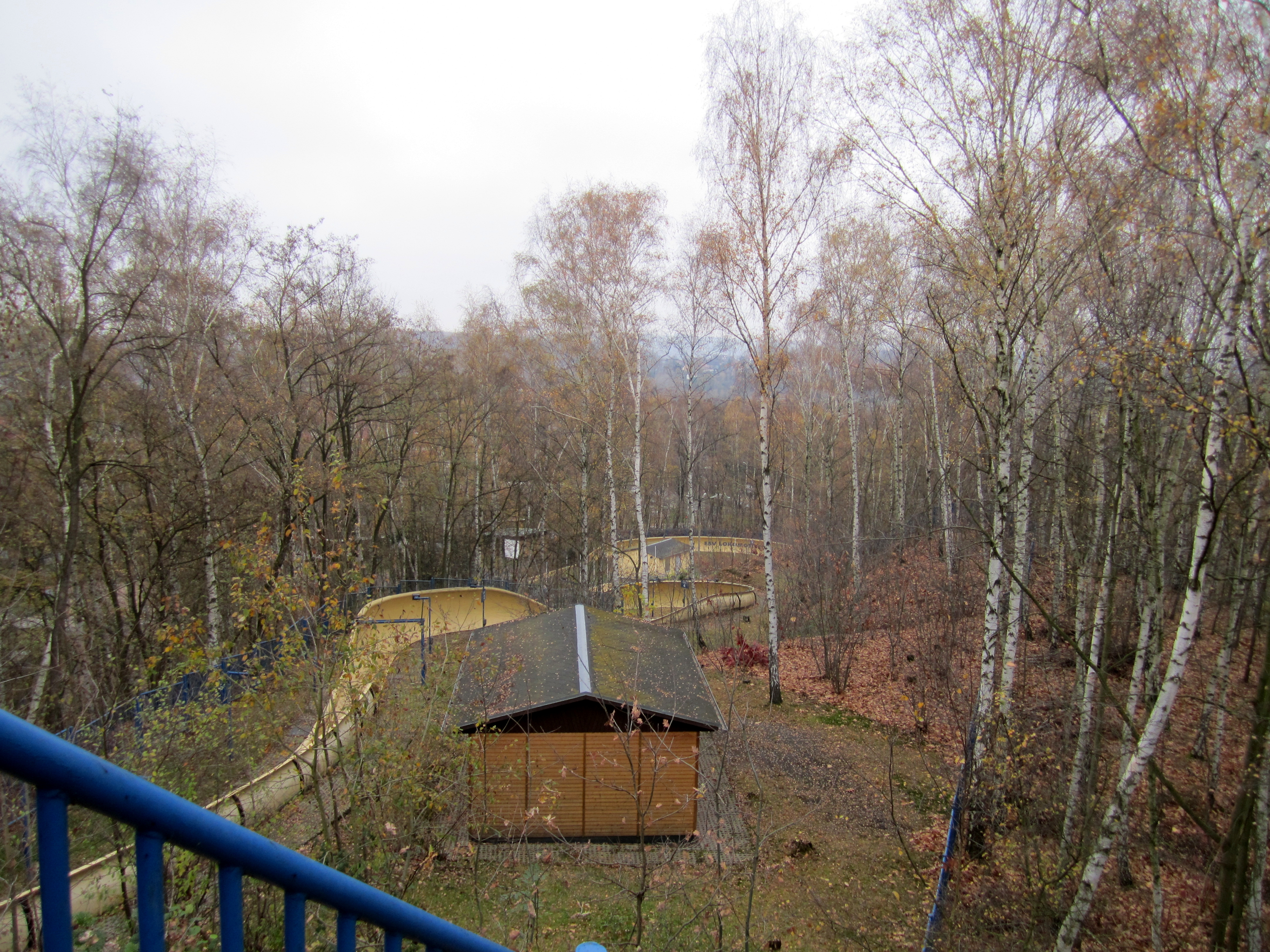
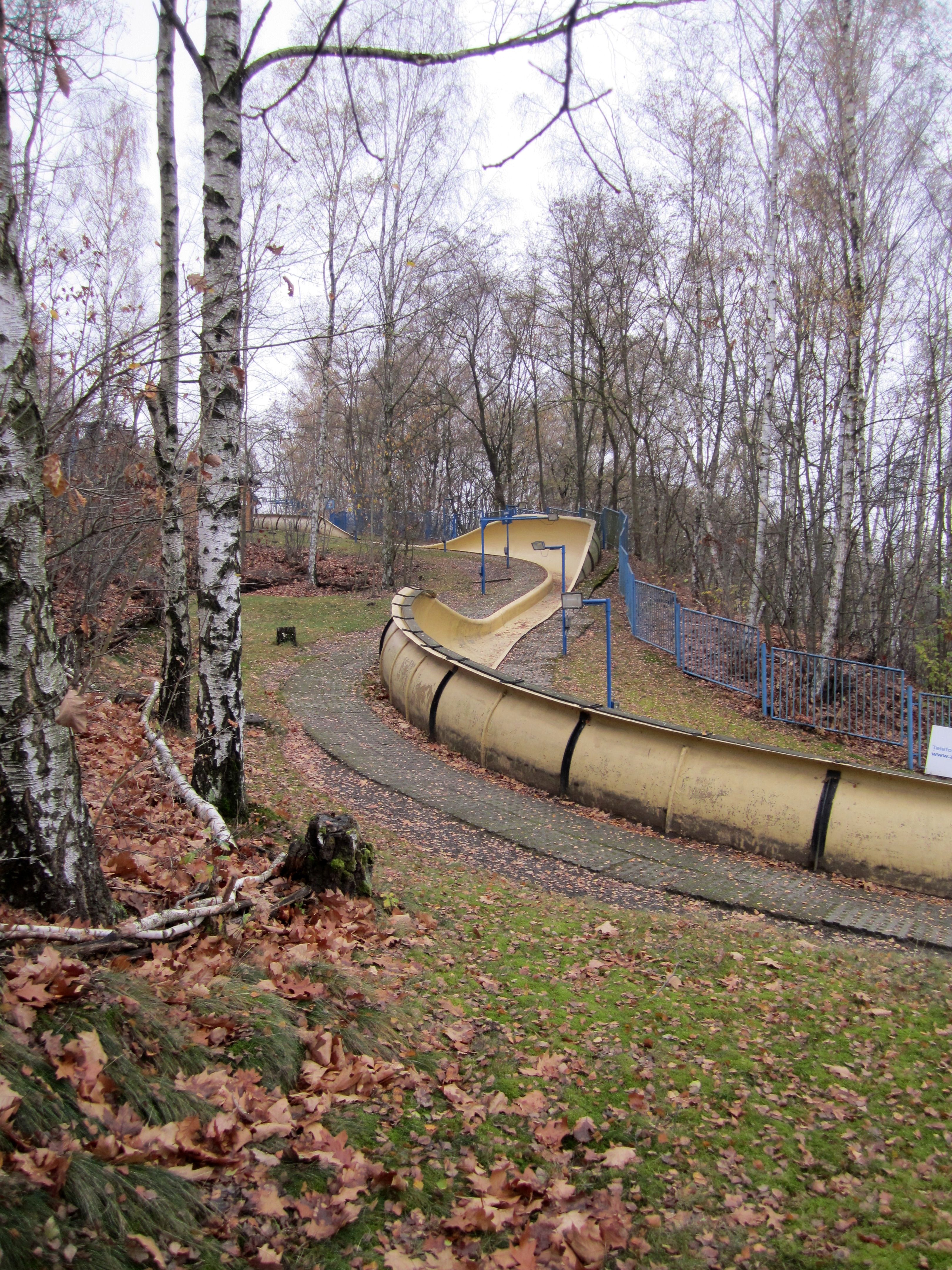